# Thomas Poulsen
Thomas Poulsen (* 16. Februar 1970 in Hørsholm) ist ein ehemaliger dänischer Ruderer. Er war Olympiasieger im Leichtgewichts-Vierer ohne Steuermann und fünffacher Weltmeister.

## Sportliche Karriere
Poulsen war bei den Junioren-Weltmeisterschaften 1987 Achter im Vierer ohne Steuermann. Bei den U23-Weltmeisterschaften 1990 belegte er mit dem Leichtgewichts-Vierer den vierten Platz, 1991 war er Fünfter im Leichtgewichts-Einer. In der Erwachsenenklasse gewann er bei den Weltmeisterschaften 1992 im Leichtgewichts-Achter seinen ersten Titel. 1993 gewannen die Dänen die Silbermedaille hinter den Kanadiern. Ab 1994 gehörte Poulsen zum dänischen Leichtgewichts-Vierer ohne Steuermann, mit dem er, zusammen mit Victor Feddersen, Niels Henriksen und Eskild Ebbesen, bei den Weltmeisterschaften 1994 in Indianapolis den Weltmeistertitel gewann. 1995 in Tampere siegte der italienische Vierer, die vier Dänen gewannen die Silbermedaille. Bei der olympischen Premiere des Leichtgewicht-Ruderns im Jahr 1996 in Atlanta siegten die Dänen vor den Kanadiern. 1997 rückte Thomas Ebert für Henriksen ins Boot, bei den Weltmeisterschaften 1997 und 1998 gewannen die Dänen vor den Franzosen. 1999 gewannen die Dänen den dritten Weltmeistertitel in Folge vor den Australiern und den Franzosen. Nach einem Jahr Pause kehrte Poulsen 2001 noch einmal für eine Weltcup-Regatta zurück und gewann mit Ebert, Søren Madsen und Ebbesen in New Jersey.